# William Jory Henwood
William Jory Henwood (* 16. Januar 1805 in Perran Wharf, Cornwall; † 5. August 1875 in Penzance) war ein Geologe und Bergbauexperte aus Cornwall.
Henwood war wie sein Vater ab 1822 Angestellter bei der Perran Eisengießerei in Perranarworthal, die der Familie Fox aus Falmouth gehörte. Er erhielt Unterricht in Naturwissenschaften bei Charles Fox (1797–1878), der Manager der Perran Gießerei war und wissenschaftliche Interessen hatte. Die Fox-Familie und andere lokale Unternehmer setzten ihn in der Überwachung der Bergwerke ein. Von 1832 bis 1838 war er Assay-Master und Aufseher für Zinn in Cornwall. Er veröffentlichte bei der Royal Geological Society of Cornwall und der Geological Society of London und wurde 1840 in die Royal Society gewählt. 1839 veröffentlichte er über Dampfmaschinen als Pumpen in den Bergwerken von Cornwall und erhielt dafür die Telford Medaille in Silber. 1864 veröffentlichte er über die schlechten Arbeitsbedingungen von Sklaven in Bergwerken.
1843 übernahm er die Aufsicht bei den Gonco Soco Goldbergwerken in Minas Gerais in Brasilien und begutachtete danach Bergwerke in Indien im Auftrag der Regierung. 1858 ging er aufgrund seiner nachlassenden Gesundheit in den Ruhestand nach Penzance.
1875 erhielt er die Murchison Medal. Ihm zu Ehren wurde das Mineral Henwoodit benannt (heute als Variante von Türkis eingestuft).

## Schriften (Auswahl)
- Observations on Metalliferous Deposits, and on Subterranean Temperature, Transactions of the Royal Geological Society of Cornwall, 2 Bände, 1871